# Trupanea pseudovicina
Trupanea pseudovicina
 es una especie de insecto díptero que Erich Martin Hering describió científicamente por primera vez en el año 1947.
Esta especie pertenece al género Trupanea de la familia Tephritidae.